# Cherryfield (Maine)
Pour les articles homonymes, voir Cherryfield.
Cherryfield est une ville américaine située dans le Comté de Washington, dans le Maine. Selon le recensement de 2020, sa population est de 1 107 habitants.

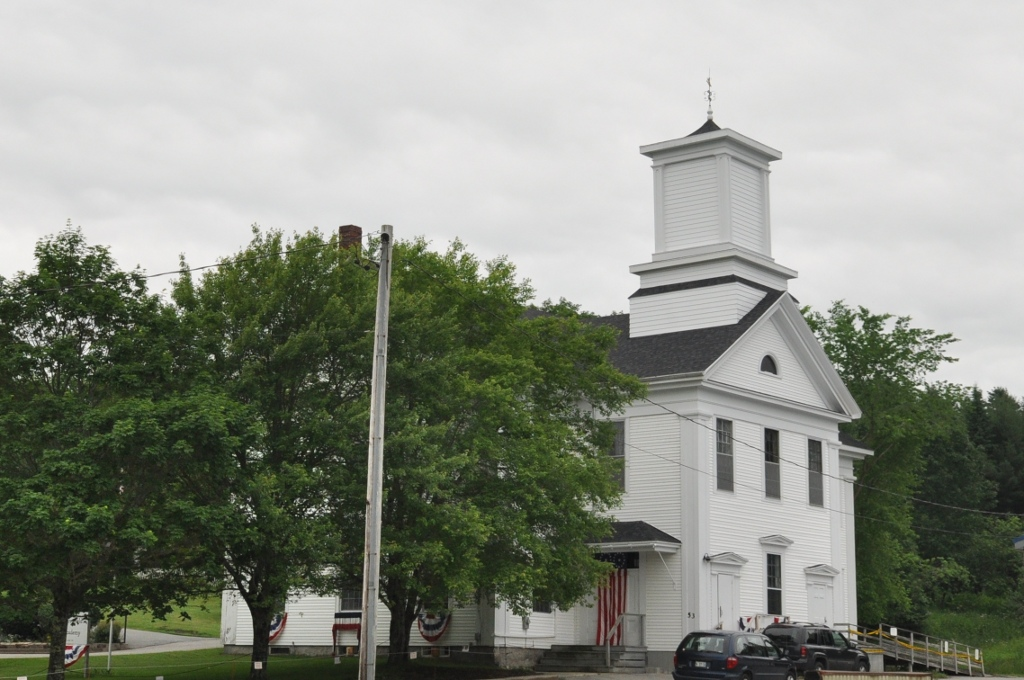
Bâtiment de l'Académie Cherryfield, abritant désormais les bureaux de la ville